# Šaban Bajramović
Šaban Bajramović (serbio cirílico: Шабан Бајрамовић) (Niš, Reino de Yugoslavia, 16 de abril de 1936 – Niš, Serbia, 8 de junio de 2008) fue un músico romaní de la actual Serbia, antigua Yugoslavia. Durante su vida, su popularidad e influencia hicieron que se le diera el título no oficial de “Rey de los Romaní” (o “rey de los gitanos").

## Biografía
Nació en Niš, lugar donde asistió a la educación primaria durante los primeros cuatro años. Al abandonar la escuela, en la calle inició su aprendizaje musical.
A los 19 años desertó del servicio militar por el amor de una joven. Al ser detenido, fue condenado a tres años de prisión en la isla Goli Otok, en el Adriático. En el juicio, respondió a los jueces que no habría sentencia tan larga para que él no la sobreviviera. Por este comentario, su sentencia fue endurecida con dos años y medio más de cautiverio. Tras su ingreso en prisión fundó una banda dentro, interpretando, entre otros estilos jazz (principalmente Louis Armstrong, Frank Sinatra, y en ocasiones John Coltrane), flamenco y música mexicana. Asimismo, jugó de portero en un equipo de fútbol, en el que le llamaban Pantera Negra debido a su agilidad y velocidad. Bajramović acostumbraba a decir que esa experiencia formó su filosofía de vida, y que una persona que nunca hubiese estado en prisión no se podría considerar de hecho una persona.
Al salir de prisión dio comienzo su intensa carrera musical. Realizó su primera grabación en 1964, formando la banda Crna Mamba ("Mamba Negra"), y a partir de entonces, su creciente éxito le valió el reconocimiento de líderes como el presidente de su país Josip Broz Tito, así como de otros líderes internacionales como Jawaharlal Nehru o Indira Gandhi, de la India, que fueron los que le otorgaron el título de "Rey de los Gitanos". Se cree que compuso unas 650 canciones. A Šaban se le atribuye el himno oficial del pueblo romaní Gelem Gelem, que hizo popular en una grabación en la década de 1980. En 1969, Zarko Jovanovic escribió una nueva letra para la canción.
Con el pasar de los años, sin embargo, su popularidad, así como su salud, fueron declinando considerablemente. A principio de la década de 2000, Šaban, que se encontraba relativamente olvidado o fuera de la escena, fue requerido por el productor bosnio Dragi Šestić, del proyecto Mostar Sevdah Reunion, para grabar un disco con el grupo. Lanzado en 2001, el álbum A Gipsy Legend ayudó a destacar nuevamente el nombre del cantante, además de presentarlo a las nuevas audiencias alrededor del mundo. En 2007, participó en el álbum Queens and Kings, de la brass band rumana Fanfare Ciocărlia, en los temas Sandala y Ma Maren Ma.
En 2008 se dio a conocer la situación de pobreza en la que Bajramović estaba viviendo en Niš, con serias complicaciones de salud, no pudiendo ya siquiera caminar por sí mismo. El Gobierno serbio intervino proporcionándole fondos. Finalmente murió en Niš el 8 de junio de 2008, a consecuencia de un infarto, a los 72 años de edad. A su funeral acudieron unas diez mil personas, entre las que se contaba Boris Tadić, presidente del país.

## Discografía
| Año  | Título                                                          | Productora                   |
| 1980 | Djelem, djelem                                                  |                              |
| 2000 | Gypsy King of Serbia                                            | Arc Music                    |
| 2000 | Kralj romske muzike                                             | HI-FI Centar                 |
| 2001 | Mostar Sevdah Reunion presents Šaban Bajramović: A Gypsy legend | World Conection              |
| 2002 | Herdelezi                                                       | Croatia Records              |
| 2003 | Šaban Bajramović                                                | Šaban Bajramović Productions |
| 2003 | Biseri romske pesme                                             | HiT Records                  |
| 2004 | Duša Roma                                                       | Jugovideo                    |
| 2004 | Moro ilo                                                        | Jugovideo                    |
| 2004 | Pijanica                                                        | Jugovideo                    |
| 2005 | Kalamange avera                                                 | Južni Vetar                  |
| 2005 | Kerta mange daje                                                | Južni Vetar                  |
| 2005 | Najšuže gilja                                                   | Južni Vetar                  |
| 2005 | Parno gras                                                      | Južni Vetar                  |
| 2006 | Gypsy King & Drunkard                                           | Nika Records                 |
| 2006 | The Best Of                                                     | Take It Or Leave It Records  |
| 2006 | Ciganske pesme                                                  | Take It Or Leave It Records  |
| 2006 | Romano Raj                                                      | Hammer production            |
| 2006 | Mostar Sevdah Reunion: Šaban                                    | Snail Records                |

## Filmografía
Šaban apareció en varios filmes:
- Nedeljni ručak ("Comida del Domingo"), dirigida por Milan Jelić, 1982.
- Andjeo čuvar ("Ángel guardián"), de Goran Paskaljević, 1987.
- Gipsy magic, de Stole Popov, 1997.
- Šaban, de Miloš Stojanović, 2007.

## Citas
A lo largo de los años, su música ha sido constantemente robada, copiada, e imitada tanto por músicos famosos o desconocidos. Las promesas y los contratos han demostrado no tener ningún valor. Realmente, nunca ha estado interesado en proteger su trabajo. Cuando otros hubieran ganado millones, él ha vivido como siempre vivió: de día en día, haciendo música, yendo a donde él quería, y sin reconocer ningún límite.

Dragi Šestić -  Mostar Sevdah Reunion

Šaban Bajramović es claramente un talento gigantesco, comparable a su manera a Nusrat Fateh Ali Khan o Mari Boine Persen, alguien capaz de darle vida a su música con una espiritualidad tan vívida que salta con facilidad sobre las más impenetrables barreras sulturales. Su voz combina la angustia del rai con el sentimiento del fado - una especie de jazz gitano de los Balcanes.

Andy Gill - The Independent, UK, 15 de febrero de 2002.